# La Saga degli Ultimi
La Saga degli Ultimi è una serie di romanzi fantasy della scrittrice italiana Silvana De Mari, iniziata del 2004 con la pubblicazione del libro per ragazzi L'ultimo elfo.

## Libri
Seguendo l'ordine narrativo, il ciclo è composto da sette romanzi.
- Arduin il rinnegato, Edizioni Ares, 2017.
- Io mi chiamo Yorsh, Fanucci Editore, 2011.
- L'ultimo elfo, Salani, 2004.
- L'ultimo orco, Salani, 2005.
- Gli ultimi incantesimi, Salani, 2008.
- L'ultima profezia del mondo degli uomini, Fanucci Editore, 2010. Il romanzo è stato ripubblicato con il nuovo titolo L'ultimo mago nel 2020 delle Edizioni Ares.[2]
- L'ultima profezia del mondo degli uomini. L'epilogo, Fanucci Editore, 2012.

## Personaggi

### Protagonisti
Yorsh
Protagonista del primo romanzo L'ultimo elfo, il suo vero nome è Yorshkrunsquarkljonerstrink, ma per brevità è chiamato Yorsh. È l'ultimo rappresentante della stirpe degli elfi, sterminati nel corso dei secoli dall'odio e dall'invidia degli uomini. Da bambino riesce a fuggire, su esortazione della nonna, dal rifugio dove i suoi simili sono prigionieri e stanno morendo. Durante la fuga incontra e viene salvato da Sajra e Monser, due umani che si prendono cura di lui e gli permettono di scoprire una profezia che lo riguarda: quando le piogge annegheranno il mondo, l'Ultimo Elfo e l'Ultimo Drago spezzeranno il cerchio e il giovane sposerà una fanciulla dotata di chiaroveggenza, figlia dell'uomo e della donna che sempre lo amarono. I due lo consegnano al suo destino di accudire l'anziano drago Erbrow per tredici anni. Dopo una lunghissima cova viene al mondo un nuovo piccolo drago, l'ultimo della sua specie, che adotta lo stesso nome e che diventa come un fratello per Yorsh. 
Il drago, diventa in breve adulto, aiuta il giovane elfo a cercare le tracce dei suoi salvatori. La ricerca lo porta nella misera Contea di Daligar, governata in modo dispotico e dittatoriale dal Giudice Amministratore, dove l'elfo è noto come il Maledetto ed è temuto e odiato da tutti. Nella Casa degli Orfani, un orfanotrofio gestito dalla Contea come una prigione, incontra la figlia di Sajra e Monser, Rosalba detta Robi, che è stata reclusa lì dopo l'impiccagione dei suoi genitori, colpevoli, agli occhi del governo della Contea, di aver aiutato il Maledetto. Benché distrutto dal dolore e dalla colpa per aver causato la morte dei due, Yorsh si innamora di Robi, ricambiato, e la salva dalla prigionia insieme a tutti gli altri orfani. Il gruppo, guidato da Yorsh e dal drago, inizia un lungo viaggio verso una terra ritenuta sicura dove le mani del Giudice Amministratore non possano raggiungerli. Grazie al sacrificio di Erbrow, che muore per fermare l'esercito di Daligar che li bracca, i membri della comitiva riescono a raggiungere il mare e la salvezza, fondando un nuovo e libero villaggio che vine intitolato a Erbrow, l'ultimo drago, colui che gli ha salvati.
Nel secondo libro della saga, L'ultimo orco, viene narrata la vita di Yorsh e Robi a Erbrow. La coppia ha avuto tre figli: una bambina che si chiama Erbrow come l'ultimo drago, e i gemelli Arduin (come il re orco di Daligar che trecento anni prima aveva salvato il mondo degli uomini) e Yorsh (come il padre). Yorsh, catturato dagli emissari del Giudice Amministratore, sceglierà volontariamente di morire per salvare la vita dell'amata Robi e della piccola Erbrow.
Rankstrail
È il protagonista dell''Ultimo orco e la sua storia prosegue nei romanzi successivi fino a L'ultima profezia del mondo degli uomini.
Nato povero nella città di Varil, da giovanissimo entra in una compagnia di mercenari diventandone presto il leader. Con i suoi compagni salva la terra degli uomini dall'invasione degli orchi che dopo la sconfitta subita per mano di Arduin, trecento anni prima, non avevano più minacciato il reame. Durante una battaglia incontra Yorsh, l'elfo a cui aveva dato la caccia su ordine del Giudice Amministratore. L'incontro con Yorsh cambia la vita del giovane comandante.

Rankstrail si sposa con Aurora. 
Rosalba
Rosalba è Regina di Erbrow, moglie dell'elfo Yorsh.
Rosalba ha discendenza orca e umana, anche se la discendenza orca è molto antica, ed è figlia di Monser e Sajra, amici dell'elfo Yorsh.
Prima era una contadina poi diventa regina, visto che è l'unica con il suo carattere in grado di stimolare le genti. 
Aurora
Moglie di Rankstrail e figlia del Giudice Amministratore e dell'Elfa Transkilia, muore dando alla luce la sua unica figlia a causa dell'incantesimo dell'idrargirio, una fattura creata dagli Orchi per impedire alle loro donne di partorire figli di padri non scelti dalla famiglia e richiesta per Aurora dal suo stesso padre. Benché l'incantesimo causi la morte della puerpera e del neonato, la figlia sopravvive alla madre grazie ai figli mezzi-Elfi di Rosalba e Yorsh e viene battezzata Chiara da Rankstrail, che nutrirà inizialmente un disgusto profondo per lei, e dalla sorella Fiamma.
Giudice Amministratore
Governante di Daligar, spietato, la cui figlia è Aurora. Uccise i genitori di Rosalba. Morì nell'assalto alla città Falco.
Sposato con un'elfa che poi uccise.
Infatti ce l'ha a morte con gli elfi.